# ちんちん電車もなか

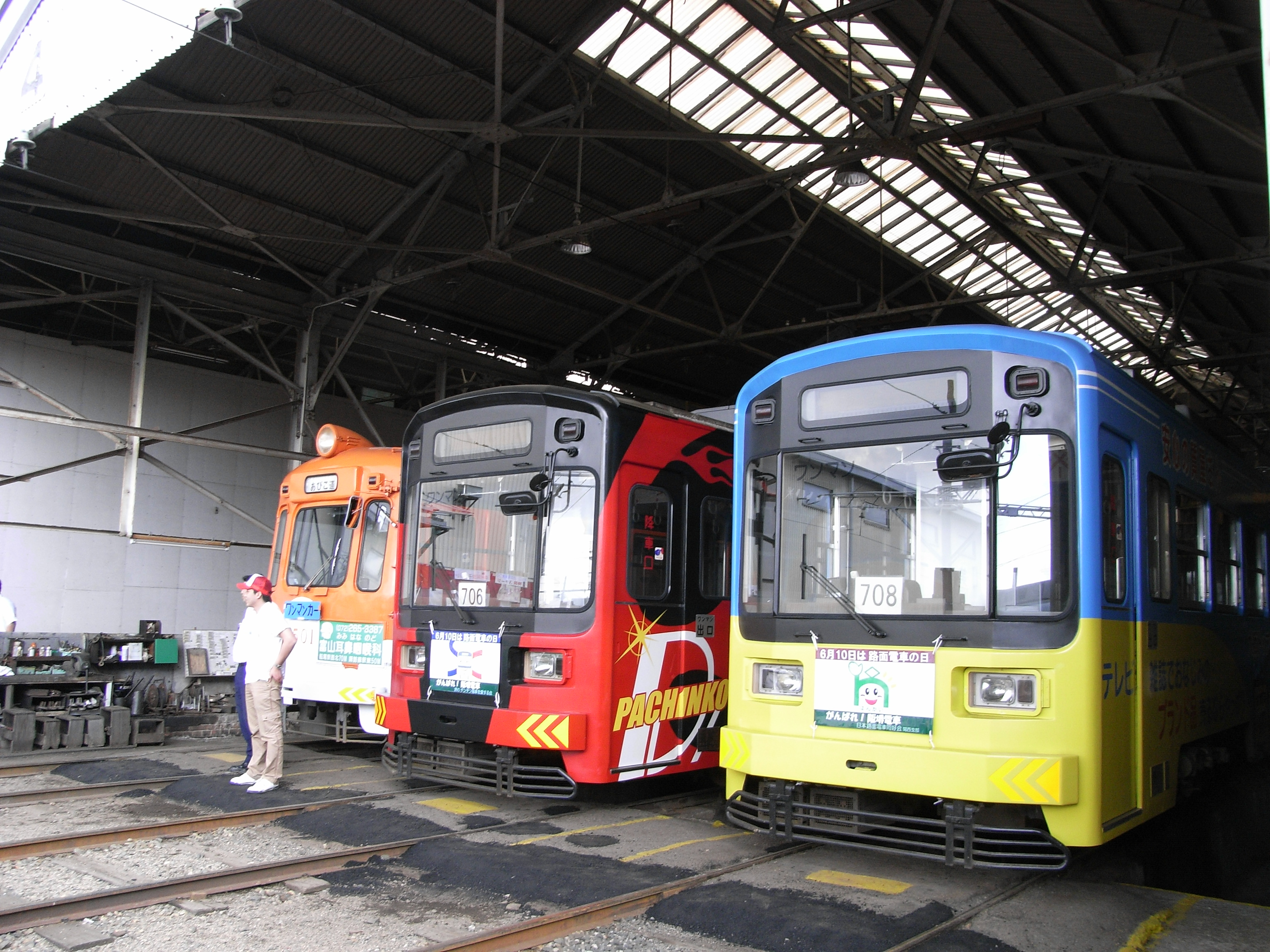
阪堺電気軌道の車両

ちんちん電車もなか（ちんちんでんしゃもなか）は、大阪府堺市堺区の和菓子店「南曜堂」が製造・販売する最中（もなか）である。
大阪市 - 堺市間を走る阪堺電気軌道の車両をイメージしている（正確な車両形式は不明）。
粒餡に求肥が入っており、1袋ずつのバラ売り（1袋=135円）か、10袋詰め合わせ入りの1箱（1,500円）で販売されている。袋の表面には「ちんちん電車最中」と表記されており、昔の阪堺電車と沿線の風景のイラストが描かれている。都電もなかや江ノ電もなかと異なり、一口で頬張れるほどの大きさである。
「南曜堂」ではちんちん電車もなかのほか、天領もなか、乳守（ちもり）もなか、小槌もなかも販売している。これらの材料には添加物や保存料が使用されておらず、堺市優良観光みやげ品にも認定されている。